# Mary Brown (single)
Mary Brown is een Engelstalige single van de Belgische band Emly Starr Explosion uit 1980.
In 1980 namen ze met dit liedje deel aan het 11e World Popular Song Festival te Tokio. Ze werden achtste in de finale.
De producer van de single was Kick Dandy en de arrangeur was Jean-Luc Drion.
De B-kant van de single was het liedje Rock & Roll Woman.